# Ист Кливланд (Тенеси)
Ист Кливланд (енгл. East Cleveland) насељено је место без административног статуса у америчкој савезној држави Тенеси.

## Демографија
По попису из 2010. године број становника је 1.608, што је 121 (-7,0%) становника мање него 2000. године.
| Група             | 2000.         | 2010.         |
| Белци             | 1.580 (91,4%) | 1.410 (87,7%) |
| Афроамериканци    | 91 (5,3%)     | 100 (6,2%)    |
| Азијати           | 1 (0,1%)      | 4 (0,2%)      |
| Хиспаноамериканци | 22 (1,3%)     | 62 (3,9%)     |
| Укупно            | 1.729         | 1.608         |